# Shifty Shellshock
Seth Brooks Binzer, känd under artistnamnet Shifty Shellshock, född 23 augusti 1974 i Los Angeles, Kalifornien, död 24 juni 2024 i Los Angeles, var en amerikansk sångare, musiker och låtskrivare. Han började karriären i rapcorebandet Crazy Town, innan hans solokarriär tog fart. Han släppte albumet Happy Love Sick 2004.

## Diskografi
Studioalbum (solo)
- 2004 – Happy Love Sick

Singlar (solo)
- 2004 – "Slide Along Side"
- 2004 – "Turning Me On"

Studioalbum med Crazy Town
- 1999 – The Gift of Game
- 2002 – Darkhorse

Singlar som Shifty & The Big Shots
- 2010 – "Save Me"
- 2010 – "City of Angels"
- 2010 – "Never Give Up"

Singlar (samarbeten)
- 2002 – "Starry Eyed Surprise" (Paul Oakenfold med Shifty Shellshock)
- 2006 – "Greatest Lovers" (Shellshock & Pony Boy)

## Filmografi
- 1994 – Clifford
- 2004 – Willowbee
- 2005 – Hustle & Flow
- 2016 – Dead 7